# Martin Schmitz
Martin Schmitz (* 1956 in Hamm) ist ein deutscher Verleger und Dozent.

## Leben
Nach dem Abitur 1976 folgte ein Studium im Fachbereich Architektur, Stadtplanung und Landschaftsplanung der Universität Kassel bei Lucius Burckhardt, das er mit einer Arbeit über das ambulante Essen in der Stadt abschloss und die 1983 als Buch (mit Birgit Knop) Currywurst mit Fritten – Über die Kultur der Imbissbude erschien. In den 1980er Jahren war er Korrespondent für die Zeitschrift Werk, Bauen + Wohnen und verfasste neben zahlreichen Beiträgen in diversen Zeitschriften für die Deutsche Bauzeitung ein Themenheft über den Schweizer Architekten Christian Hunziker. Parallel dazu verfolgte er in Berlin die Arbeit von Wolfgang Müller und Die Tödliche Doris aus dem Kreis der Genialen Dilletanten und wurde 1987 Kurator des Filmprogramms der Documenta 8 d-super-8, das auf der künstlerischen Arbeit mit dem Amateurfilmformat basierte.
1989 gründete er zusammen mit einer Galerie den Martin Schmitz Verlag in Kassel. Mit dem Umzug nach Berlin wurde der Ausstellungsbetrieb 1999 eingestellt. Daneben gab es Projekte mit Kunst am/im Bau, eine Einladung als Kurator der Tagung „Dilettantismus“, die 1995 in Görlitz veranstaltet wurde, und Lehraufträge in Saarbrücken, Weimar, Kassel und Dresden. Mit der Ausstellung Die Tödliche Doris – Kunst begann 1999 seine Arbeit in Berlin, der 2003 das Projekt Die Tödliche Doris – Kino folgte und international gezeigt wurde. Nach dem Tod von Lucius Burckhardt 2003 begann er zunächst, seine gesamte Bibliographie zusammenzustellen. 2006–2007 nahm er einen Lehrauftrag Spaziergangswissenschaft an der Universität in Kassel an. Kurator des dritten Symposiums documenta urbana Kunst plant die Planung 2007 in Kassel, der Tagung Die Spaziergangswissenschaft: Sehen, erkennen und planen 2008 in Frankfurt am Main und der 1. Lucius Burckhardt-Convention 2014 in Kassel.
Als Vertretungsprofessor für Theorie und Praxis der Gestaltung kam Martin Schmitz 2013 wieder an die Kunsthochschule Kassel zurück und vertritt seit 2016 die Annemarie & Lucius Burckhardt Professur.

## Schriften

### Als Autor
- Martin Schmitz, Birgit Knop: Currywurst mit Fritten – Über die Kultur der Imbissbude Unionsverlag, Zürich 1983.

### Als Herausgeber
- Lucius Burckhardt: Wer plant die Planung? Architektur, Politik und Mensch. mit Jesko Fezer, Berlin 2004.
- Lucius Burckhardt: Warum ist Landschaft schön? Die Spaziergangswissenschaft. mit Markus Ritter, Berlin 2006.
- Lucius Burckhardt Writings. Rethinking Man-made Environments. Politics, Landscape & Design. Mit Jesko Fezer, Wien/New York 2012.
- Lucius Burckhardt: Design ist unsichtbar. Entwurf, Gesellschaft und Pädagogik, mit Silvan Blumenthal, Berlin 2012
- Lucius Burckhardt: Der kleinstmögliche Eingriff, mit Markus Ritter, Berlin 2013
- Lucius Burckhardt / Markus Kutter: Wir selber bauen unsre Stadt, mit Markus Ritter, Berlin 2015
- Lucius Burckhardt: Design Is Invisible. Planning, Education, and Society, mit Silvan Blumenthal, Basel 2017
- Lucius Burckhardt: Il falso è l’autentico. Politica, città, paesaggio, design, pedagogia, mit Gaetano Licata, Rom 2017
- Lucius Burckhardt: Landschaftstheoretische Aquarelle und Spaziergangswissenschaft, Hrsg. von Noah Regenass, Markus Ritter und Martin Schmitz, Martin Schmitz Verlag Berlin, ISBN 978-3-927795-75-4